# ユッタ・ハイネ
ユッタ・ハイネ (Judith ("Jutta") Heine、1940年9月16日-)は、旧西ドイツの陸上競技選手。1960年ローマオリンピックの銀メダリストである。

## 経歴
ハイネは、1960年ローマオリンピックに出場。女子200mでは、アメリカのウィルマ・ルドルフに次いで銀メダルを獲得。さらに、4×100mリレーでも、ドイツチームのメンバーとして、マルタ・ラングバイン、アニ・ビーフル、ブルンヒルデ・ヘンドリクスとともに、アメリカに次いで銀メダルを獲得した。1962年には、ヨーロッパ選手権の200mと4×100mリレーに出場し優勝。100mで2位となり、同年のドイツ年間最優秀スポーツ人賞に輝く。
ハイネは、1964年東京オリンピックに2大会連続出場を果たす。しかしながら、4×100mリレーでは5位、200mでは2回のフライングにより失格となる。

## 主な実績
| 年   | 大会                 | 場所                         | 種目         | 結果 | 記録   |
| ---- | -------------------- | ---------------------------- | ------------ | ---- | ------ |
| 1960 | オリンピック         | ローマ(イタリア)             | 200m         | 2位  | 24秒4  |
| 1960 | オリンピック         | ローマ(イタリア)             | 4×100mリレー | 2位  | 44秒8  |
| 1962 | ヨーロッパ陸上選手権 | ベオグラード(ユーゴスラビア) | 100m         | 2位  | 11秒3  |
| 1962 | ヨーロッパ陸上選手権 | ベオグラード(ユーゴスラビア) | 200m         | 1位  | 23秒5  |
| 1962 | ヨーロッパ陸上選手権 | ベオグラード(ユーゴスラビア) | 4×100mリレー | 1位  | 44秒6  |
| 1963 | ユニバーシアード     | ポルトアレグレ(ブラジル)     | 200m         | 1位  | 24秒60 |
| 1963 | ユニバーシアード     | ポルトアレグレ(ブラジル)     | 80mハードル  | 1位  | 10秒95 |
| 1964 | オリンピック         | 東京(日本)                   | 4×100mリレー | 5位  | 44秒7  |